# Steve Howe

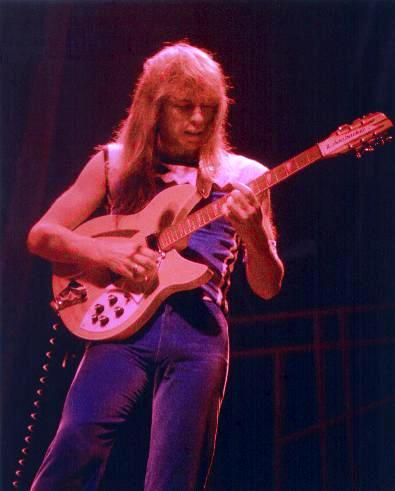
Steve Howe bei einem Yes-Konzert 1977

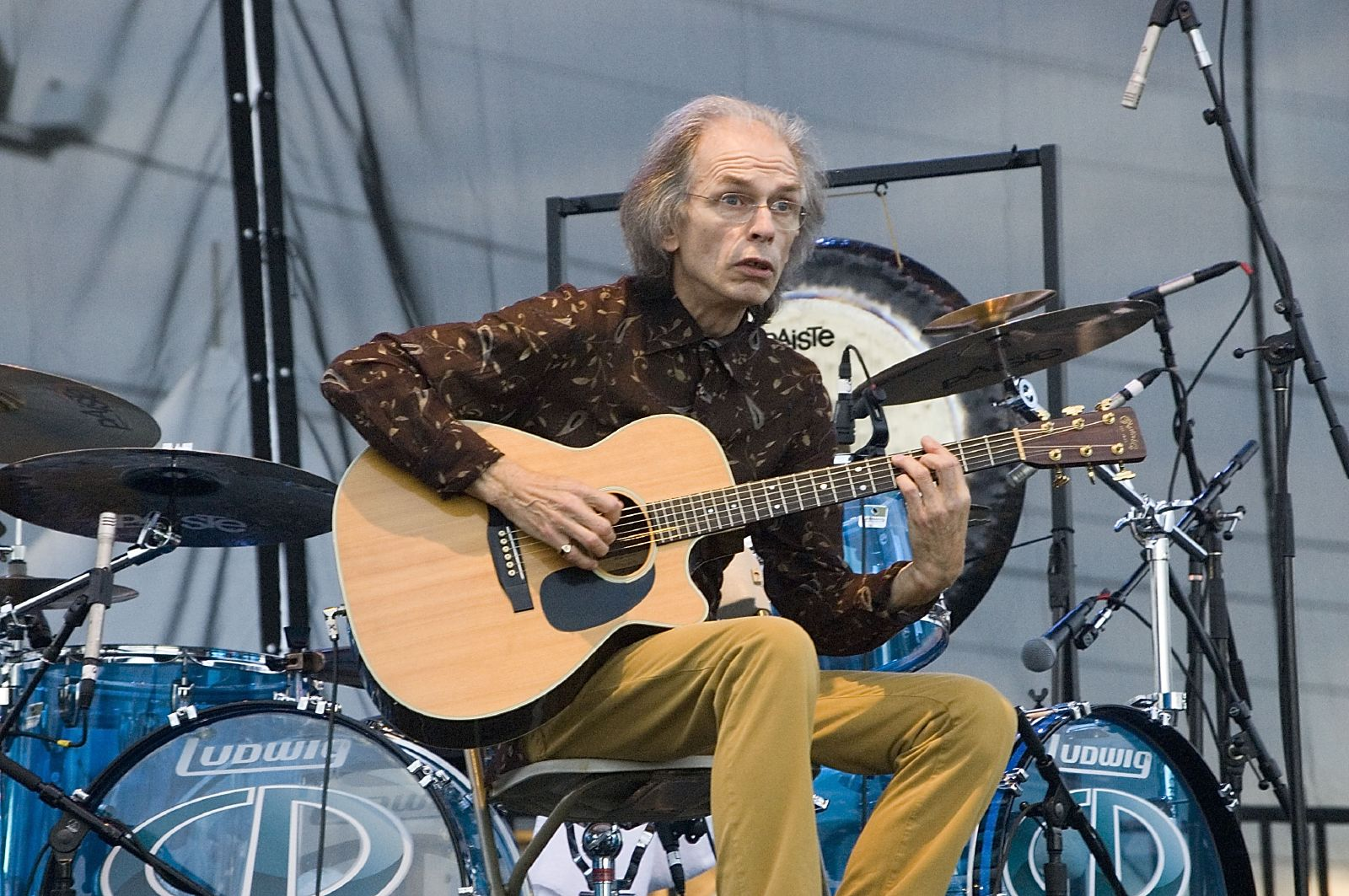
Steve Howe bei einem Asia-Konzert 2006

Stephen James Howe (* 8. April 1947 in Holloway, North London) ist ein britischer Gitarrist, der vor allem durch sein Mitwirken in den Bands Yes und Asia bekannt wurde.

## Leben

### Psychedelische Anfänge
Steve Howe erhielt seine erste Gitarre im Alter von zwölf Jahren und begann unter dem Einfluss von Bill Haley, Jimmy Bryant, Tennessee Ernie Ford, Chet Atkins, Barney Kessel und Les Paul zu üben und schließlich bei kleineren Auftritten in Clubs zu spielen. Seine erste Band war The Syndicats, der er 1963 beitrat. Die „Syndicats“ spielten Rhythm and Blues Coverversionen. Im März 1964 veröffentlichten sie die erste von drei Singles, eine Coverversion von Maybellene. Ebenfalls 1964 kaufte Howe sich eine Gibson ES-175D, ein E-Gitarrenmodell, das in den darauffolgenden Jahren zu seinem Markenzeichen werden sollte. Im Jahr darauf wechselte er zu seiner zweiten Band, The In Crowd, um den Sänger Keith West, mit der er zwei weitere Singles veröffentlichte.
Im Juli 1967 wirkte Steve Howe als Studiomusiker an Wests erstem richtigen Hit – einem Soloprojekt – mit, Excerpts from a Teenage Opera, das auch unter dem Titel Grocer Jack bekannt ist. Danach änderte The In Crowd die Besetzung und ihren Namen. Tomorrow wurde eine der führenden englischen Psychedelic-Rock-Bands. Schon ihre erste Single, My White Bicycle im Mai 1967 war ein großer Charterfolg und gilt heute als Klassiker des Genres. Eine zweite Single namens Revolution erschien im September, und 1968 wurde ein Album veröffentlicht.
Howe verließ die Band jedoch und gründete Bodast, eine Band, die ebenfalls ein Album aufnahm. Dieses wurde aber erst 1980 veröffentlicht, da die Plattenfirma, bei der Bodast unter Vertrag waren, bankrottging. Während er – wie sich herausstellen sollte, vergeblich – auf die Veröffentlichung wartete, lehnte Howe Angebote von The Nice und Jethro Tull ab.

### Bei Yes (1970–1980)
Im Frühjahr 1970 trat er der Progressive-Rock-Band Yes bei, wo er das Gründungsmitglied Peter Banks ersetzte; die erste von vielen Umbesetzungen bei Yes. Der erste Auftritt der neuen Formation (Jon Anderson, Bill Bruford, Steve Howe, Tony Kaye, Chris Squire) fand am 7. Juli 1970 im Londoner Lyceum statt. 1971 erschien das erste Album unter seiner Mitwirkung, The Yes Album. Es ist das dritte Album der Gruppe und gilt bis heute – nicht zuletzt wegen der Gitarrenarbeit Howes – als das erste Album ihrer „klassischen Phase“ (bis einschließlich Going for the One, 1977). Auf diesem und dem darauffolgenden Album Fragile finden sich die ersten Howe-Stücke für Sologitarre, die Klassiker Clap und Mood for a Day, bis heute seine bekanntesten Solo-Stücke. Howe brachte sich in der Folge immer stärker in den Kompositionsprozess der Band ein und bildete -vor allem- mit dem Sänger Jon Anderson ein Songwriterteam, das für Stücke wie "Roundabout" (von Fragile) oder ganze Alben (Tales from Topographic Oceans) verantwortlich zeichnet. Howe bereicherte die Band auch mit einer klanglichen Vielfalt, indem er auf Studioalben und in Konzerten zahlreiche verschiedene Saiteninstrumente spielte (Pedal-Steel-Gitarre, Vachalia, Coral Sitar Guitar und zahlreiche verschiedene Akustik- und E-Gitarren). Er trug zu ihrem Erfolg aber auch mit seiner stilistischen Vielfalt bei, u. a. mit Country-, den Jazz- und Folkelementen. Howe blieb zunächst bis 1980 bei Yes, die in dieser Zeit zahlreiche Umbesetzungen erlebte.
Während dieser ersten Zeit bei Yes veröffentlichte Howe zwei Soloalben (1975 und 1979, siehe dazu unten).

### Mit Asia (1981–1985)
Nach der Auflösung von Yes am Ende ihrer Drama-Tour traf Howe auf den Sänger und Bassisten John Wetton, ein ehemaliges Mitglied unter anderem von King Crimson und U. K. Die beiden Musiker begannen Songs zu schreiben, bis unter der Ägide des Managers Brian Lane eine neue Band namens Asia zusammenkam. Ihr gehörten letztendlich auch Geoff Downes, vormals bei Yes (davor bei The Buggles) und Carl Palmer, zuvor Schlagzeuger bei Emerson, Lake and Palmer an. In dieser Besetzung nahm die Band zwei Alben auf, Asia (1982) und Alpha (1983).
Das Debütalbum Asia, das mit seinem Bombast-/Stadionrock eine radikale Abkehr vom Progressive Rock der Siebziger darstellte, konnte sich zur Überraschung aller Beteiligten in den obersten Chartregionen platzieren. Auch die Single Heat of the Moment geriet zum Hit und es stellte sich heraus, dass die Band auf ihrer ersten Tour viel zu kleine Hallen gebucht hatte.
Man bemühte sich daher, den großen Erfolg zu wiederholen und diesmal alles richtig zu machen. Alpha bot schlichtere, eingängigere Songs als der Vorgänger. Ihm mangelte die Virtuosität von "Asia" und der Verkaufserfolg hielt sich in Grenzen.
John Wetton verließ daraufhin aufgrund persönlicher Differenzen mit Steve Howe die Band. Als Ersatz engagierte man Greg Lake, einst Sänger und Bassist von Emerson, Lake & Palmer. Lake wollte den musikalischen Stil in eine anspruchsvollere Richtung lenken, was aber von den anderen Musikern abgelehnt wurde. Deshalb wurde John Wetton zurückgeholt, was jedoch das Ausscheiden von Steve Howe bedingte. Howe wurde für Astra, das dritte Album, durch den Ex-Krokus-Gitarristen Mandy Meyer ersetzt.

### Mit GTR (1985–1987)
1985 gründete er auf Anregung des ehemaligen Yes-Managers Brian Lane gemeinsam mit dem Gitarristen Steve Hackett, ehemals bei Genesis, die Band GTR, mit der Howe und Hackett gitarrenbetonte Rockmusik machen wollten („GTR“ steht für guitar). Die weiteren Mitglieder waren Max Bacon (Gesang), Phil Spalding (Bass) und Jonathan Mover, der zuvor kurzzeitig Schlagzeuger bei Marillion gewesen war. Diese Band veröffentlichte das sehr erfolgreiche Album "GTR" (mit der Single "When The Heart Rules The Mind"), das statt klassischem Progressive Rock amerikanisch geprägten AOR (engl. Abk. für Adult Oriented Rock) präsentierte. Das Album enthält das Howe-Solo-Stück "Sketches In The Sun".
Eine ebenso erfolgreiche Tour folgte. Doch schon 1987 verließ Hackett aufgrund von Streitigkeiten mit Howe die Band. Versuche Howes, GTR ohne Steve Hackett fortzuführen, scheiterten. Ein zweites Album, das bereits aufgenommen worden war, ist nie offiziell erschienen. Über Jahre hinweg sind aber immer wieder Lieder dieses zweiten Albums aufgetaucht – auf Bootlegs, aber auch auf regulären Alben von Steve Howe („Running the human Race“ auf "Turbulence") und Anderson, Bruford, Wakeman, Howe („Birthright“) und auf Alben von Steve Hackett, Max Bacon, Robert Berry und Asia.
Beide GTR-Alben wurden von dem Asia-Keyboarder Geoffrey Downes produziert.

### Anderson, Bruford, Wakeman, Howe und Yes (1989–1992)
1989 brachte Jon Anderson, der kurz zuvor Yes zum zweiten Mal verlassen hatte (siehe Big Generator) vier ehemalige Yes-Musiker, Anderson, Howe, Rick Wakeman und Bill Bruford, zusammen, um ein Album im klassischen Stil der 1970er Jahre aufzunehmen. Da den Musikern, nachdem sich Chris Squire, der die Rechte am Namen Yes hatte, sich gegen das Revival der Band sperrte, per Gerichtsentscheid verboten wurde, sich Yes zu nennen, brachten sie ihr erstes (und einziges) Album unter dem Namen Anderson Bruford Wakeman Howe als Gruppe Anderson, Bruford, Wakeman, Howe heraus. Den Hauptanteil der Musik des Reunion-Albums schrieben Howe und Anderson. Einer erfolgreichen Tour folgten die Arbeiten an einem zweiten Album namens Dialogue, das allerdings nie fertiggestellt wurde, da Spannungen in der Band und ein Mangel an erstklassigem Material sowie eine Idee Andersons für ein Band-Großprojekt letztendlich dazu führte, dass ABWH und Yes zu einer achtköpfigen Band fusionierten, was großen kommerziellen Erfolg zu versprechen schien. Als dieser jedoch nach einem aus sehr heterogenem Material der beiden Bands zusammengestückelten Album (Union, 1991) und einer weiteren Welttournee ausblieb, reduzierte man Yes auf Druck der Plattenfirma auf die 80er-Besetzung Anderson, Kaye, Rabin, Squire, White.
Howe kehrte daraufhin kurzzeitig als Gastmusiker zu Asia zurück, die mittlerweile mit John Payne statt John Wetton spielten, und wandte sich dann wieder seiner Solokarriere zu.
Schon während seiner Zeit mit Yes war Howes drittes Soloalbum Turbulence erschienen (1991). Es folgten The Grand Scheme of Things (1993) und das Live-Album Not Necessarily Acoustic (1994).

### Wieder bei Yes (seit 1995)
1995 kehrte Howe zu Yes zurück und ist bis heute festes Bandmitglied. Er nahm mit der Band seither eine Reihe von Studio- und Live-Alben auf.
Während dieser Zeit arbeitete Howe mit vielen anderen Künstlern, unter anderem mit der Renaissance-Sängerin Annie Haslam und Billy Currie (seinerzeit Keyboarder der erfolgreichen Band Ultravox), für dessen Instrumentalwerk "Transportation" (1988) er die Gitarrenparts einspielte, sowie als Gastmusiker für Asia.
1996 erschien das erste Homebrew-Album, das Demoversionen und Ausschnitte aus Sessions unter anderem von Yes enthielt. Howe setzte diese Reihe in den folgenden Jahren fort. Zudem hat er seit seiner Rückkehr zu Yes sieben weitere Studio- und Live-Alben veröffentlicht.

### Asia-Reunion (seit 2006)
Da Yes seit 2004 eine Pause einlegen, konnte sich Howe 2006 einer Reunion der klassischen Asia-Besetzung anschließen. Die vier Gründungsmitglieder der Gruppe veranstalteten aus Anlass des 25-jährigen Bandjubiläums eine erfolgreiche Welttournee, die auf dem Album Fantasia: Live in Tokyo dokumentiert ist.

### Soloalben
Während seiner ersten Zeit bei Yes erschien 1975 Howes erstes Solo-Album, Beginnings. 1979 folgte The Steve Howe Album. Beide Alben enthalten eine große Bandbreite an Stilen, von Klassik über Country und Jazz bis hin zu Pop und Rock. Howe, der sich in erster Linie als Gitarrist und Komponist sieht, hatte aber auch immer Interesse daran zu singen, bei Yes z. B. hat er oft den Harmoniegesang ergänzt, als dritte Stimme nach Anderson und Squire.
Seit den frühen neunziger Jahren verfolgt Howe seine Solokarriere mit größerer Konzentration. In unregelmäßiger Folge erscheinen Studio- und Live-Alben von großer stilistischer Bandbreite.

## Stil
Steve Howe ist von Jazz, Country-Musik und klassischer Musik beeinflusst und verbindet diese Richtungen mit Rockmusik.
Sein eklektischer Stil lässt sich am besten an seinen ersten beiden Solostücken beschreiben, Clap, von The Yes Album, und Mood for a Day, von Fragile. Clap ist ein synkopiertes Gitarrenrondo, das seine Wurzeln im Ragtime und im Country Blues hat. Mood for a Day dagegen, ein von der klassischen Gitarrenmusik inspiriertes und mit barocken Elementen versehenes Stück, das Howe bei der Live-Version auf einer Westerngitarre spielt, bietet auch Anleihen aus dem Flamenco mit Rasgueado und Golpe.

## Diskografie (Auswahl)

### Mit Yes
siehe Yes

### Mit Anderson, Bruford, Wakeman, Howe
siehe Anderson, Bruford, Wakeman, Howe

### Solo-Alben
- Beginnings (1975, UK: Silber)[4]
- The Steve Howe Album (1979)
- Turbulence (1991)
- The Grand Scheme of Things (1993)
- Not Necessarily Acoustic (1994)
- Homebrew (1996)
- Quantum Guitar (1998)
- Pulling Strings (1999)
- Portraits of Bob Dylan (1999)
- Homebrew 2. (2000)
- Natural Timbre (2001)
- Skyline (2002)
- Steve Howe (DVD, 2002)
- Elements (2003)
- Homebrew 3. (2005)
- Spectrum (2005)
- Homebrew 4. (2009)
- Time (2011)
- Love Is (2020)
- Guitarscape (2024)

### Mit Paul Sutin
- Seraphim (1989)
- Voyagers (1995)

### Mit Billy Currie
- Transportation (1988)

### Solo-Aktivitäten
- Various Artists – Guitar Speak (1988)
  - Sharp on Attack
- Various Artists – Night of the Guitar Live! (1989)
  - CD
    - Skeches in the Sun
    - Wurm
    - All Along the Watchtower

  - 2-LP
    - Clap-Medley
    - Wurm
    - All Along the Watchtower

  - Video Vol. 1
    - Sharp on Attack

  - Video Vol. 2
    - Clap-Medley
    - All Along the Watchtower

### Als Gastmusiker
- Queen – Innuendo (1991): Track Innuendo
- Various Artists – Polar Shift (mit Constance Demby und Paul Sutin, 1991)
- Various Artists – The Outpatients (mit Fish, 1993): Track Time and a Word
- Fish – Songs From the Mirror (Edition 1998): Track Time and a Word